# Lando Norris
Lando Norris (Bristol, 13 november 1999) is een Brits-Belgisch autocoureur. In 2015 werd hij kampioen in de MSA Formula en in 2016 won hij de Toyota Racing Series, de Eurocup Formule Renault 2.0 en de Formule Renault 2.0 NEC. In 2017 en 2018 maakte hij deel uit van het McLaren Young Driver Programme, het opleidingsprogramma van McLaren. In 2019 maakte hij zijn debuut voor dit team in de Formule 1.

## Biografie

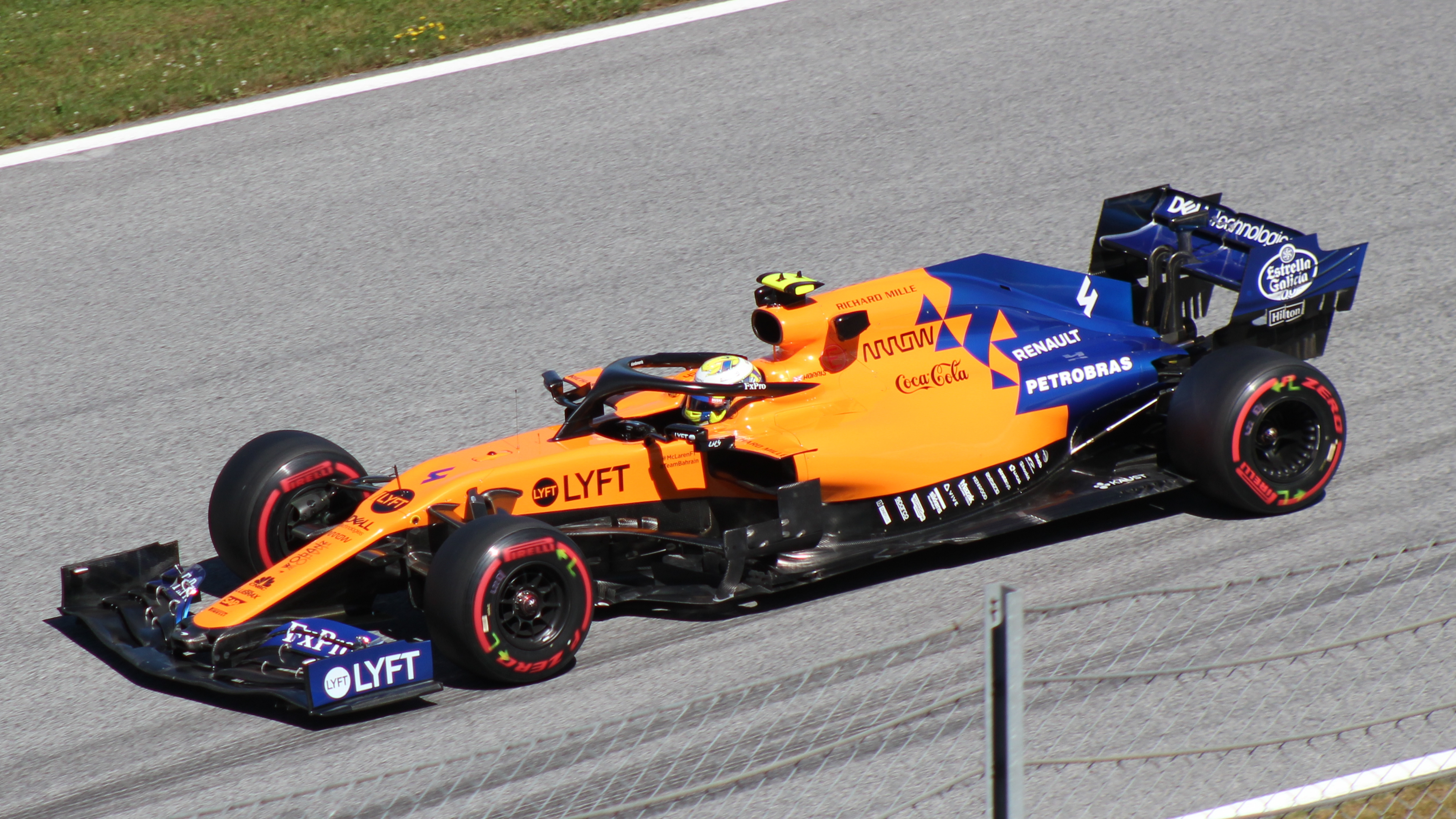
Lando Norris, GP van Oostenrijk 2019

Lando Norris heeft een Engelse vader en een Belgische moeder afkomstig uit de streek van Sint-Niklaas. Ze leerden elkaar kennen toen vader Norris op jonge leeftijd in België woonde als amateur-wielrenner. Ze verhuisden samen naar het Engelse Bristol waar Norris senior fortuin maakte als ondernemer en investeerder. 

## Carrière

### Karting
Norris begon zijn autosportcarrière op zevenjarige leeftijd in het karting en behaalde de pole position tijdens zijn eerste nationale race, waarmee hij de jongste coureur ooit is die dit bereikte in het Verenigd Koninkrijk. In 2013 won Norris het wereldkampioenschap karting in Bahrein, de WSK Euro Series en de CIK-FIA Europese en Supercup-titels. In 2014 won hij het CIK-FIA KF World Championship en werd de jongste coureur die een FIA-kartkampioenschap won.

### Ginetta Junior Championship
In 2014 maakte Norris zijn debuut in de autosport in het Ginetta Junior Championship, een supportkampioenschap van het British Touring Car Championship. Hij won vier races op het Croft Circuit, het Snetterton Motor Racing Circuit, het Knockhill Racing Circuit en op Brands Hatch en werd met zeven andere podiumplaatsen derde in het kampioenschap met 432 punten als beste rookie.

### Sportwagens
In 2018 nam Norris deel aan de 24 uur van Daytona, waarin hij bij het team United Autosports een auto deelde met Fernando Alonso en Philip Hanson. In de kwalificatie zette Alonso de beste tijd neer, waardoor het team als dertiende mocht starten. Tijdens de race kregen zij echter tweemaal problemen met de remmen, waardoor zij lange tijd in de pits moesten blijven. Het team werd uiteindelijk 38e in de race en 13e in de P-klasse met 90 ronden achterstand op de winnaars.

### Formule 4
In 2015 kwam Norris voor Carlin uit in de nieuwe MSA Formula, het officiële Formule 4-kampioenschap van het Verenigd Koninkrijk. Met acht overwinningen en zes andere podiumplaatsen werd hij met 412 punten gekroond tot de eerste kampioen in deze klasse. Daarnaast kwam hij voor Mücke Motorsport uit in enkele races van het ADAC Formule 4-kampioenschap en het Italiaanse Formule 4-kampioenschap en behaalde nog meer succes, met een overwinning op Spa-Francorchamps en vijf andere podia in het eerste kampioenschap en één podiumplaats in de andere klasse. Aan het eind van het seizoen reed hij voor HHC Motorsport in het laatste raceweekend van de BRDC Formule 4 Autumn Trophy op Brands Hatch en behaalde twee overwinningen en twee tweede plaatsen.

### Toyota Racing Series
In 2016 begon Norris het seizoen voor M2 Competition in de Nieuw-Zeelandse Toyota Racing Series. Met zes overwinningen, inclusief de zege in de Grand Prix van Nieuw-Zeeland, en vijf andere podiumplaatsen werd hij met 924 punten overtuigend kampioen. 

### Formule Renault en Formule 3
Terug in Europa nam hij deel aan zowel de Eurocup Formule Renault 2.0 als de Formule Renault 2.0 NEC voor Josef Kaufmann Racing en het teruggekeerde BRDC Britse Formule 3-kampioenschap voor Carlin, waarbij zijn campagnes in de Formule Renault voorrang kregen als deze samenviel met een evenement in de Formule 3. Norris behaalde in beide Formule Renault-kampioenschappen de titel met vijf overwinningen in de Eurocup en zes zeges in de NEC. In de Britse Formule 3 reed hij slechts de helft van de races, maar behaalde wel vier overwinningen. Dat jaar maakte hij ook zijn debuut in het Europees Formule 3-kampioenschap voor Carlin tijdens het laatste raceweekend op de Hockenheimring.
In 2017 reed Norris zijn eerste volledige seizoen in de Europese Formule 3 voor Carlin. Hij kende een zeer succesvol seizoen, waarin hij negen races wist te winnen en tijdens het laatste racewekeend op de Hockenheimring tot kampioen werd gekroond met 441 punten. Daarnaast testte hij in augustus op de Hungaroring voor het Formule 1-team van McLaren en zette de snelste tijd neer op de tweede dag van deze test. Aan het eind van het jaar maakte hij zijn Formule 2-debuut bij het team van Campos Racing als vervanger van Ralph Boschung tijdens het laatste raceweekend op het Yas Marina Circuit.

### Formule 2
In 2018 maakte Norris de fulltime overstap naar de Formule 2, waarin hij uitkwam voor het terugkerende team Carlin. Hij begon het jaar goed met een zege in de eerste race van het seizoen op het Bahrain International Circuit. 

### Formule 1

#### 2018 - 2019
Norris werd in 2018 aangesteld als officiële reservecoureur van McLaren in de Formule 1. Tijdens de Grand Prix van België in 2018 maakte hij zijn debuut tijdens een vrije training in de Formule 1 voor dit team. In 2019 maakte Norris zijn racedebuut in de Formule 1 bij het team van McLaren. Hier werd hij teamgenoot van Carlos Sainz jr. In de tweede race van het seizoen in Bahrein behaalde hij zijn eerste punten voor McLaren, door als zesde te eindigen.

#### 2020
Tijdens de Grand Prix van Oostenrijk in 2020 behaalde Norris zijn eerste podium. Hij eindigde op de derde plaats. Hij reed ook de snelste ronde aan het einde van de race, zijn eerste tijdens zijn carrière. 

#### 2021
In 2021 kreeg hij Daniel Ricciardo als teamgenoot omdat Sainz naar Ferrari vertrokken was. Dat seizoen scoorde Norris vier podia. Tijdens de Grand Prix van Rusland pakte Norris in regenachtige omstandigheden zijn eerste poleposition. Hij ging heel lang aan de leiding, maar uiteindelijk maakte hij een kostbare fout door te lang door te rijden op slicks, waardoor Lewis Hamilton met enig geluk de wedstrijd won. Norris eindigde deze race uiteindelijk als zevende.

#### 2022
In 2022 kende McLaren een matige start. Maar gedurende het seizoen begon de auto beter te presteren. Norris stond één keer op het podium in 2022, bij de Grand Prix van Emilia-Romagna eindigde hij op de derde plaats. Dat was zijn enige podium dat jaar. Hij eindigde als zevende in het eindklassement.

#### 2023
In 2023 werd Oscar Piastri de nieuwe teamgenoot van Norris. 2023 begon nog slechter dan 2022. Bijna de hele eerste seizoenshelft presteerde de McLaren zeer slecht. Vanaf de Grand Prix van Oostenrijk veranderde dit. Sinds die race scoorde Norris zeven podia waaronder zes tweede plaatsen. Hij eindigde onder meer als tweede in zijn thuisrace. Tijdens de GP van Sao Paulo wist Norris zelfs "poleposition" te pakken voor de Sprint.

#### 2024
In 2024 stond Norris meerdere malen op het podium. Tijdens de Grand Prix van Miami behaalde Norris zijn eerste overwinning in de Formule 1, na een gelukje met de safety car. Daarna kwam Norris nog twee keer ontzettend dichtbij een overwinning. Tijdens de Grand Prix van Spanje behaalde Norris zijn tweede poleposition. Later in het seizoen won hij de Grand Prix in Nederland, Singapore en Abu Dhabi. Hij eindigde als tweede in het kampioenschap, zijn beste prestatie tot dan toe in de Formule 1. Hij won met McLaren het constructeurskampioenschap.

#### 2025
In een interview voorafgaand aan het seizoen 2025 sprak Norris zijn ambitie uit om nog een stap verder te gaan en het wereldkampioenschap te veroveren. Hij benadrukte dat hij zich klaar voelt om voor de titel te strijden en hoopt dat McLaren hem de middelen kan bieden om dit doel te bereiken. Na zijn overwinning in de eerste race van 2025 in  Australië stond Norris voor het eerst aan de leiding in het wereldkampioenschap.

## Carrière-overzicht

### Karting
| Jaar | Evenement                      | Klasse         | Resultaat |
| ---- | ------------------------------ | -------------- | --------- |
| 2008 | Super 1 National Championship  | Comer Cadet    | 35        |
| 2009 | Formula Kart Stars MSA         | Cadet          | 21        |
| 2009 | Super 1 National Championship  | Comer Cadet    | 14        |
| 2010 | Kartmasters British Grand Prix | Comer Cadet    | 27        |
| 2010 | Formula Kart Stars MSA         | Cadet          | 10        |
| 2010 | Super 1 National Championship  | Comer Cadet    | 3         |
| 2011 | Trent Valley Kart Club         | Minimax        | 27        |
| 2011 | Super 1 National Championship  | Comer Cadet    | 5         |
| 2011 | Kartmasters British Grand Prix | Comer Cadet    | 25        |
| 2011 | MSA British Championship       | Cadet          | 6         |
| 2012 | Kartmasters British Grand Prix | Rotax Mini Max | 4         |
| 2012 | Super 1 National Championship  | Rotax Mini Max | 2         |
| 2012 | Copa Campeones Trophy          | KF3            | 3         |
| 2012 | WSK Final Cup                  | KF3            | 20        |
| 2012 | Formula Kart Stars             | Mini Max       | 1         |
| 2012 | Formula Kart Stars             | Junior Max     | 18        |
| 2012 | Rotax Max Euro Challenge       | Junior         | 19        |

| Jaar | Evenement                       | Klasse | Resultaat |
| 2013 | Italian Championship            | KF3    | 13        |
| 2013 | Trofeo delle Industrie          | KF3    | 5         |
| 2013 | WSK Super Master Series         | KFJ    | 2         |
| 2013 | South Garda Winter Cup          | KF3    | 5         |
| 2013 | Trofeo Andrea Margutti          | KFJ    | 5         |
| 2013 | CIK-FIA International Super Cup | KFJ    | 1         |
| 2013 | WSK Final Cup                   | KFJ    | 7         |
| 2013 | WSK Euro Series                 | KFJ    | 1         |
| 2013 | CIK-FIA European Championship   | KFJ    | 1         |
| 2013 | CIK-FIA World Championship      | KFJ    | 4         |
| 2014 | CIK-FIA European Championship   | KF     | 3         |
| 2014 | WSK Super Master Series         | KF     | 12        |
| 2014 | South Garda Winter Cup          | KF2    | 34        |
| 2014 | CIK-FIA World Championship      | KF     | 1         |
| 2014 | WSK Champions Cup               | KF     | 20        |

### Ginetta Junior Championship-resultaten
| Jaar | Inschrijving   | Auto        | 1       | 2        | 3       | 4     | 5         | 6        | 7         | 8       | 9        | 10       | 11       | 12       | 13       | 14    | 15       | 16      | 17      | 18    | 19        | 20        | POS | Punten |
| ---- | -------------- | ----------- | ------- | -------- | ------- | ----- | --------- | -------- | --------- | ------- | -------- | -------- | -------- | -------- | -------- | ----- | -------- | ------- | ------- | ----- | --------- | --------- | --- | ------ |
| 2014 | HHC Motorsport | Ginetta G40 | BHI 1 6 | BHI 2 10 | DON 1 2 | DON 2 | THR 1 Ret | THR 2 10 | OUL 1 DSQ | OUL 2 7 | CRO 1 2P | CRO 2 1P | SNE 1 2P | SNE 2 1P | KNO 1 PS | KNO 2 | ROC 1 7P | ROC 2 S | SIL 1 5 | SIL 2 | BHGP 1 9P | BHGP 2 1P | 3   | 432    |

### Formule 4
| Seizoen | Series                            | Team             | Races | Wins | Pole positie | Snelste Ronden | Podiums | Punten | Positie |
| ------- | --------------------------------- | ---------------- | ----- | ---- | ------------ | -------------- | ------- | ------ | ------- |
| 2015    | MSA Formula-kampioenschap         | Carlin           | 30    | 8    | 10           | 9              | 15      | 413    | 1       |
| 2015    | ADAC Formula 4-kampioenschap      | Mücke Motorsport | 8     | 1    | 0            | 3              | 6       | 131    | 8       |
| 2015    | Italiaans Formule 4-kampioenschap | Mücke Motorsport | 9     | 0    | 0            | 3              | 1       | 51     | 11      |
| 2015    | BRDC Formula 4 Autumn Trophy      | HHC Motorsport   | 4     | 2    | 1            | 1              | 4       | 128    | 5       |

#### MSA Formula-resultaten
| Jaar | Inschrijving | 1     | 2       | 3         | 4       | 5       | 6        | 7        | 8       | 9     | 10       | 11      | 12        | 13          | 14       | 15        | 16      | 17      | 18      | 19       | 20        | 21      | 22       | 23      | 24       | 25    | 26      | 27        | 28        | 29        | 30        | POS | Punten |
| ---- | ------------ | ----- | ------- | --------- | ------- | ------- | -------- | -------- | ------- | ----- | -------- | ------- | --------- | ----------- | -------- | --------- | ------- | ------- | ------- | -------- | --------- | ------- | -------- | ------- | -------- | ----- | ------- | --------- | --------- | --------- | --------- | --- | ------ |
| 2015 | Carlin       | BHI 1 | BHI 2 9 | BHI 3 1PS | DON 1 4 | DON 2 6 | DON 3 10 | THR 1 10 | THR 2 1 | THR 3 | OUL 1 2P | OUL 2 8 | OUL 3 1PS | CRO 1 RetPS | CRO 2 12 | CRO 3 2PS | SNE 1 2 | SNE 2 8 | SNE 3 2 | KNO 1 PS | KNO 2 Ret | KNO 3 7 | ROC 1 PS | ROC 2 8 | ROC 3 2S | SIL 1 | SIL 2 7 | SIL 3 10P | BHGP 1 PS | BHGP 2 7S | BHGP 3 2P | 1   | 413    |

#### ADAC Formula 4-resultaten
| Jaar | Inschrijving     | 1     | 2     | 3     | 4     | 5     | 6     | 7       | 8       | 9        | 10    | 11    | 12    | 13      | 14      | 15      | 16    | 17    | 18    | 19    | 20    | 21    | 22      | 23      | 24        | POS | Punten |
| ---- | ---------------- | ----- | ----- | ----- | ----- | ----- | ----- | ------- | ------- | -------- | ----- | ----- | ----- | ------- | ------- | ------- | ----- | ----- | ----- | ----- | ----- | ----- | ------- | ------- | --------- | --- | ------ |
| 2015 | Mücke Motorsport | OSC 1 | OSC 2 | OSC 3 | RBR 1 | RBR 2 | RBR 3 | SPA 1 4 | SPA 2 S | SPA 3 1S | LAU 1 | LAU 2 | LAU 3 | NÜR 1 3 | NÜR 2 5 | NÜR 3 2 | SAC 1 | SAC 2 | SAC 3 | OSC 1 | OSC 2 | OSC 3 | HOC 1 3 | HOC 2 S | HOC 3 DNS | 8   | 131    |

#### Italiaans Formule 4-resultaten
| Jaar | Inschrijving     | 1     | 2     | 3     | 4         | 5        | 6     | 7      | 8      | 9      | 10       | 11      | 12      | 13    | 14    | 15    | 16        | 17        | 18        | 19    | 20    | 21    | POS | Punten |
| ---- | ---------------- | ----- | ----- | ----- | --------- | -------- | ----- | ------ | ------ | ------ | -------- | ------- | ------- | ----- | ----- | ----- | --------- | --------- | --------- | ----- | ----- | ----- | --- | ------ |
| 2015 | Mücke Motorsport | VAL 1 | VAL 2 | VAL 3 | MNZ 1 Ret | MNZ 2 5S | MNZ 3 | IMO1 1 | IMO1 2 | IMO1 3 | MUG 1 12 | MUG 2 7 | MUG 3 8 | ADR 1 | ADR 2 | ADR 3 | IMO2 1 5S | IMO2 2 23 | IMO2 3 4S | MIS 1 | MIS 2 | MIS 3 | 11  | 51     |

#### BRDC Formula 4 Autumn Trophy-resultaten
| Jaar | Inschrijving   | 1     | 2     | 3     | 4     | 5       | 6        | 7       | 8       | POS | Punten |
| ---- | -------------- | ----- | ----- | ----- | ----- | ------- | -------- | ------- | ------- | --- | ------ |
| 2015 | HHC Motorsport | SNE 1 | SNE 2 | SNE 3 | SNE 4 | BRH 1 P | BRH 2 1S | BRH 3 2 | BRH 4 2 | 5   | 128    |

### Formule Renault
| Seizoen | Series                      | Team                  | Races | Wins | Pole positie | Snelste Ronden | Podiums | Punten | Positie |
| ------- | --------------------------- | --------------------- | ----- | ---- | ------------ | -------------- | ------- | ------ | ------- |
| 2016    | Eurocup Formule Renault 2.0 | Josef Kaufmann Racing | 15    | 5    | 6            | 4              | 12      | 253    | 1       |
| 2016    | Formule Renault 2.0 NEC     | Josef Kaufmann Racing | 15    | 6    | 10           | 4              | 11      | 316    | 1       |

#### Eurocup Formule Renault 2.0-resultaten
| Jaar | Inschrijving          | 1        | 2       | 3        | 4        | 5     | 6        | 7       | 8       | 9       | 10       | 11        | 12       | 13      | 14        | 15    | POS | Punten |
| ---- | --------------------- | -------- | ------- | -------- | -------- | ----- | -------- | ------- | ------- | ------- | -------- | --------- | -------- | ------- | --------- | ----- | --- | ------ |
| 2016 | Josef Kaufmann Racing | ALC 1 2S | ALC 2 1 | ALC 3 1P | MON 1 16 | MNZ 1 | MNZ 2 7P | MNZ 3 2 | RBR 1 P | RBR 2 3 | LEC 1 2S | LEC 2 1PS | SPA 1 3P | SPA 2 S | EST 1 16P | EST 2 | 1   | 253    |

#### Formule Renault 2.0 NEC-resultaten
| Jaar | Inschrijving          | 1       | 2       | 3         | 4         | 5       | 6          | 7        | 8         | 9       | 10      | 11        | 12       | 13       | 14      | 15    | POS | Punten |
| ---- | --------------------- | ------- | ------- | --------- | --------- | ------- | ---------- | -------- | --------- | ------- | ------- | --------- | -------- | -------- | ------- | ----- | --- | ------ |
| 2016 | Josef Kaufmann Racing | MNZ 1 3 | MNZ 2 4 | SIL 1 Ret | SIL 2 1PS | HUN 1 P | HUN 2 RetP | SPA 1 PS | SPA 2 1PS | ASS 1 P | ASS 2 P | NÜR 1 2PS | NÜR 2 1P | HOC 1 2P | HOC 2 4 | HOC 3 | 1   | 326    |

### Toyota Racing Series-resultaten
| Jaar | Inschrijving   | 1         | 2        | 3        | 4        | 5       | 6         | 7       | 8        | 9       | 10      | 11    | 12        | 13      | 14      | 15       | POS | Punten |
| ---- | -------------- | --------- | -------- | -------- | -------- | ------- | --------- | ------- | -------- | ------- | ------- | ----- | --------- | ------- | ------- | -------- | --- | ------ |
| 2016 | M2 Competition | RUA 1 3PS | RUA 2 1S | RUA 3 9P | TER 1 2P | TER 2 S | TER 3 1PS | HMP 1 P | HMP 2 17 | HMP 3 6 | TAU 1 P | TAU 2 | TAU 3 1PS | MAN 1 3 | MAN 2 4 | MAN 3 1P | 1   | 924    |

### Formule 3
| Seizoen | Series                              | Team   | Races | Wins | Pole positie | Snelste Ronden | Podiums | Punten | Positie |
| ------- | ----------------------------------- | ------ | ----- | ---- | ------------ | -------------- | ------- | ------ | ------- |
| 2016    | BRDC Britse Formule 3-kampioenschap | Carlin | 11    | 4    | 4            | 3              | 8       | 247    | 8       |
| 2016    | Europees Formule 3-kampioenschap    | Carlin | 3     | 0    | 0            | 0              | 0       | 0      | NC      |
| 2016    | Grand Prix van Macau                | Carlin | 1     | 0    | 0            | 0              | 0       | N/A    | 11      |
| 2017    | Europees Formule 3-kampioenschap    | Carlin | 30    | 9    | 8            | 8              | 20      | 441    | 1       |
| 2017    | Grand Prix van Macau                | Carlin | 1     | 0    | 0            | 0              | 1       | N/A    | 2       |

#### BRDC Brits Formule 3-resultaten
| Jaar | Inschrijving | 1        | 2       | 3       | 4     | 5     | 6     | 7       | 8        | 9     | 10    | 11    | 12    | 13        | 14    | 15 | 16      | 17       | 18      | 19    | 20    | 21    | 22    | 23    | 24    | POS | Punten |
| ---- | ------------ | -------- | ------- | ------- | ----- | ----- | ----- | ------- | -------- | ----- | ----- | ----- | ----- | --------- | ----- | -- | ------- | -------- | ------- | ----- | ----- | ----- | ----- | ----- | ----- | --- | ------ |
| 2016 | Carlin       | SNE 1 PS | SNE 2 6 | SNE 3 S | BRH 1 | BRH 2 | BRH 3 | ROC 1 P | ROC 2 3S | ROC 3 | OUL 1 | OUL 2 | OUL 3 | SIL 1 Ret | SIL 2 | C  | SPA 1 P | SPA 2 19 | SPA 3 1 | SNE 1 | SNE 2 | SNE 3 | DON 1 | DON 2 | DON 3 | 8   | 247    |

#### Europees Formule 3-resultaten
| Jaar | Inschrijving | Motor      | 1        | 2       | 3     | 4       | 5     | 6       | 7        | 8       | 9           | 10      | 11       | 12    | 13       | 14      | 15    | 16      | 17         | 18      | 19       | 20      | 21       | 22      | 23    | 24       | 25      | 26      | 27        | 28        | 29       | 30       | POS | Punten |
| ---- | ------------ | ---------- | -------- | ------- | ----- | ------- | ----- | ------- | -------- | ------- | ----------- | ------- | -------- | ----- | -------- | ------- | ----- | ------- | ---------- | ------- | -------- | ------- | -------- | ------- | ----- | -------- | ------- | ------- | --------- | --------- | -------- | -------- | --- | ------ |
| 2016 | Carlin       | Volkswagen | LEC 1    | LEC 2   | LEC 3 | HUN 1   | HUN 2 | HUN 3   | PAU 1    | PAU 2   | PAU 3       | RBR 1   | RBR 2    | RBR 3 | NOR 1    | NOR 2   | NOR 3 | ZAN 1   | ZAN 2      | ZAN 3   | SPA 1    | SPA 2   | SPA 3    | NÜR 1   | NÜR 2 | NÜR 3    | IMO 1   | IMO 2   | IMO 3     | HOC 1 Ret | HOC 2 16 | HOC 3 16 | NC  | 0      |
| 2017 | Carlin       | Volkswagen | SIL 1 PS | SIL 2 9 | SIL 3 | MNZ 1 S | MNZ 2 | MNZ 3 2 | PAU 1 2S | PAU 2 P | PAU 3 RetPS | HUN 1 8 | HUN 2 14 | HUN 3 | NOR 1 11 | NOR 2 1 | NOR 3 | SPA 1 P | SPA 2 RetP | SPA 3 1 | ZAN 1 PS | ZAN 2 3 | ZAN 3 1P | NÜR 1 P | NÜR 2 | NÜR 3 1S | RBR 1 4 | RBR 2 S | RBR 3 17† | HOC 1 2S  | HOC 2 11 | HOC 3 4  | 1   | 411    |

#### Macau Grand Prix-resultaten
| Jaar | Inschrijving | Auto         | Kwalificatie | Kwalificatierace | Hoofdrace |
| ---- | ------------ | ------------ | ------------ | ---------------- | --------- |
| 2016 | Carlin       | Dallara F312 | 9            | DNF              | 11        |
| 2017 | Carlin       | Dallara F317 | 2            | 7                | 2         |

### Formule 2-resultaten
| Jaar | Inschrijving  | 1           | 2         | 3         | 4         | 5         | 6         | 7         | 8         | 9          | 10        | 11        | 12         | 13         | 14        | 15        | 16        | 17        | 18        | 19        | 20        | 21          | 22          | 23        | 24        | POS | Punten |
| ---- | ------------- | ----------- | --------- | --------- | --------- | --------- | --------- | --------- | --------- | ---------- | --------- | --------- | ---------- | ---------- | --------- | --------- | --------- | --------- | --------- | --------- | --------- | ----------- | ----------- | --------- | --------- | --- | ------ |
| 2017 | Campos Racing | BHR FEA     | BHR SPR   | CAT FEA   | CAT SPR   | MON FEA   | MON SPR   | BAK FEA   | BAK SPR   | RBR FEA    | RBR SPR   | SIL FEA   | SIL SPR    | HUN FEA    | HUN SPR   | SPA FEA   | SPA SPR   | MNZ FEA   | MNZ SPR   | JER FEA   | JER SPR   | YMC FEA Ret | YMC SPR 13  |           |           | 25  | 0      |
| 2018 | Carlin        | BHR FEA 1PS | BHR SPR 4 | BAK FEA 6 | BAK SPR 4 | CAT FEA 3 | CAT SPR 3 | MON FEA 6 | MON SPR 3 | LEC FEA 16 | LEC SPR 5 | RBR FEA 2 | RBR SPR 11 | SIL FEA 10 | SIL SPR 3 | HUN FEA 2 | HUN SPR 4 | SPA FEA 4 | SPA SPR 2 | MNZ FEA 6 | MNZ SPR 5 | SOC FEA Ret | SOC SPR Ret | YMC FEA 5 | YMC SPR 2 | 2   | 219    |

### 24 uur van Daytona-resultaten
| Jaar | Inschrijving      | Coureurs                                 | Chassis        | Motor                 | Banden | Klasse | Rondes | POS | Class POS |
| ---- | ----------------- | ---------------------------------------- | -------------- | --------------------- | ------ | ------ | ------ | --- | --------- |
| 2018 | United Autosports | Fernando Alonso Phil Hanson Lando Norris | Ligier JS P217 | Gibson GK428 4.2 L V8 | C      | P      | 718    | 38  | 13        |

## Formule 1-carrière

### Teams
| Jaar/Jaren   | Team    |
| ------------ | ------- |
| 2019 – heden | McLaren |

### Statistiek
Onderstaande tabel is bijgewerkt tot en met de Grand Prix van Hongarije 2025.
|                       | 2019 | 2020 | 2021 | 2022 | 2023 | 2024 | 2025 * | Totaal           |
| --------------------- | ---- | ---- | ---- | ---- | ---- | ---- | ------ | ---------------- |
| Aantal races          | 21   | 17   | 22   | 22   | 22   | 24   | 14 *   | 142 (142 starts) |
| Aantal zeges          | 0    | 0    | 0    | 0    | 0    | 4    | 5 *    | 9                |
| Aantal pole-positions | 0    | 0    | 1    | 0    | 0    | 8    | 4 *    | 13               |
| Aantal snelste rondes | 0    | 2    | 1    | 2    | 1    | 6    | 5 *    | 17               |
| Aantal podiumplaatsen | 0    | 1    | 4    | 1    | 7    | 13   | 12 *   | 38               |
| Aantal WK-punten      | 49   | 97   | 160  | 122  | 205  | 374  | 275 *  | 1282             |
| Eindstand WK          | 11   | 9    | 6    | 7    | 6    | 2    | 2 *    |                  |

* Seizoen loopt nog.

### Formule 1-resultaten
| Kleur  | Resultaat                       |
| ------ | ------------------------------- |
| Goud   | Winnaar                         |
| Zilver | Tweede plaats                   |
| Brons  | Derde plaats                    |
| Groen  | Gefinisht (punten behaald)      |
| Blauw  | Gefinisht (geen punten behaald) |
| Blauw  | Niet geklasseerd (NC)           |
| Paars  | Uitgevallen (DNF)               |
| Rood   | Niet gekwalificeerd (DNQ)       |

| Kleur   | Resultaat                              |
| ------- | -------------------------------------- |
| Zwart   | Gediskwalificeerd (DSQ)                |
| Wit     | Niet gestart (DNS)                     |
| Blanco  | Gewond (INJ)                           |
| Blanco  | Uitgesloten (EX)                       |
| Blanco  | Teruggetrokken (WD) / Niet deelgenomen |
| 1, 2, 3 | Sprint positie (punten behaald)        |
| P       | Poleposition                           |
| S       | Snelste ronde                          |

| Jaar  | Inschrijving | Chassis        | Motor                                | 1       | 2       | 3       | 4      | 5       | 6       | 7       | 8       | 9      | 10      | 11       | 12     | 13      | 14     | 15      | 16      | 17     | 18      | 19      | 20     | 21       | 22     | 23       | 24     | Pos.   | Punten |
| ----- | ------------ | -------------- | ------------------------------------ | ------- | ------- | ------- | ------ | ------- | ------- | ------- | ------- | ------ | ------- | -------- | ------ | ------- | ------ | ------- | ------- | ------ | ------- | ------- | ------ | -------- | ------ | -------- | ------ | ------ | ------ |
| 2018  | McLaren      | McLaren MCL33  | Renault R.E.18 V6                    | AUS 0   | BHR 0   | CHN 0   | AZE 0  | SPA 0   | MON 0   | CAN 0   | FRA 0   | OOS 0  | GBR 0   | DUI 0    | HON 0  | BEL TC  | ITA TC | SIN 0   | RUS TC  | JPN TC | VST TC  | MEX TC  | BRA TC | ABU 0    |        |          |        | -      | -      |
| 2019  | McLaren      | McLaren MCL34  | Renault E-Tech 19 V6                 | AUS 12  | BHR 6   | CHN 18† | AZE 8  | SPA DNF | MON 11  | CAN DNF | FRA 9   | OOS 6  | GBR 11  | DUI DNF  | HON 9  | BEL 11† | ITA 10 | SIN 7   | RUS 8   | JPN 11 | MEX DNF | VST 7   | BRA 8  | ABU 8    |        |          |        | 11     | 49     |
| 2020  | McLaren      | McLaren MCL35  | Renault E-Tech 20                    | OOS 3S  | STI 5   | HON 13  | GBR 5  | 70J 9   | SPA 10  | BEL 7   | ITA 4   | TOS 6  | RUS 15  | EIF DNF  | POR 13 | EMI 8   | TUR 8S | BHR 4   | SAK 10  | ABU 5  |         |         |        |          |        |          |        | 9      | 97     |
| 2021  | McLaren      | McLaren MCL35M | Mercedes M12 E Performance V6 t      | BHR 4   | EMI 3   | POR 5   | SPA 8  | MON 3   | AZE 5   | FRA 5   | STI 5   | OOS 3  | GBR 4   | HON DNF  | BEL 14 | NED 10  | ITA 2  | RUS 7PS | TUR 7   | VST 8  | MXS 10  | SAP 10  | QAT 9  | SAR 10   | ABU 7  |          |        | 6      | 160    |
| 2022  | McLaren      | McLaren MCL36  | Mercedes-AMG F1 M13 E Performance V6 | BHR 15  | SAR 7   | AUS 5   | EMI 53 | MIA DNF | SPA 8   | MON 6S  | AZE 9   | CAN 15 | GBR 6   | OOS 7    | FRA 7  | HON 7   | BEL 12 | NED 7   | ITA 7   | SIN 4  | JPN 10  | VST 6   | MXS 9  | SAP 7DNF | ABU 6S |          |        | 7      | 122    |
| 2023  | McLaren      | McLaren MCL60  | Mercedes F1 M14 E Performance V6     | BHR 17  | SAR 17  | AUS 6   | AZE 9  | MIA 17  | MON 9   | SPA 17  | CAN 13  | OOS 4  | GBR 2   | HON 2    | BEL 67 | NED 7   | ITA 8  | SIN 2   | JPN 2   | QAT 3  | VST 42  | MXS 5   | SAP 2S | LSV DNF  | ABU 5  |          |        | 6      | 205    |
| 2024  | McLaren      | McLaren MCL38  | Mercedes F1 M15 E Performance V6     | BHR 6   | SAR 8   | AUS 3   | JPN 5  | CHN 62  | MIA 1   | EMI 2   | MON 4   | CAN 2  | SPA 2PS | OOS 320† | GBR 3  | HON 2P  | BEL 5  | NED 1PS | ITA 3PS | AZE 4S | SIN 1P  | VST 34P | MXS 2  | SAP 16P  | LSV 6S | QAT 210S | ABU 1P | Zilver | 374    |
| 2025* | McLaren      | McLaren MCL39  | Mercedes F1 M16 E Performance V6     | AUS 1PS | CHN 82S | JPN 2   | BHR 3  | SAR 4S  | MIA 12S | EMI 2   | MON 1PS | SPA 2  | CAN 18† | OOS 1P   | GBR 1  | BEL 32P | HON 1  | NED 0   | ITA 0   | AZE 0  | SIN 0   | VST 0   | MXS 0  | SAP 0    | LSV 0  | QAT 0    | ABU 0  | 2*     | 275*   |
| Jaar  | Inschrijving | Chassis        | Motor                                | 1       | 2       | 3       | 4      | 5       | 6       | 7       | 8       | 9      | 10      | 11       | 12     | 13      | 14     | 15      | 16      | 17     | 18      | 19      | 20     | 21       | 22     | 23       | 24     | Pos.   | Punten |

- † Uitgevallen maar wel geklasseerd omdat er meer dan 90% van de race-afstand werd afgelegd.
- * Seizoen loopt nog.

### Overwinningen
| Nr. | Grand Prix                           | Constructeur     |
| --- | ------------------------------------ | ---------------- |
| 1   | Grand Prix van Miami 2024            | McLaren-Mercedes |
| 2   | Grand Prix van Nederland 2024        | McLaren-Mercedes |
| 3   | Grand Prix van Singapore 2024        | McLaren-Mercedes |
| 4   | Grand Prix van Abu Dhabi 2024        | McLaren-Mercedes |
| 5   | Grand Prix van Australië 2025        | McLaren-Mercedes |
| 6   | Grand Prix van Monaco 2025           | McLaren-Mercedes |
| 7   | Grand Prix van Oostenrijk 2025       | McLaren-Mercedes |
| 8   | Grand Prix van Groot-Brittannië 2025 | McLaren-Mercedes |
| 9   | Grand Prix van Hongarije 2025        | McLaren-Mercedes |

### Sprintoverwinningen
| Nr. | Grand Prix                    | Constructeur     |
| --- | ----------------------------- | ---------------- |
| 1   | Grand Prix van São Paulo 2024 | McLaren-Mercedes |
| 2   | Grand Prix van Miami 2025     | McLaren-Mercedes |

## Trivia
- Zijn vader Adam Norris is een van de rijkste Britten, met een vermogen van ongeveer 200 miljoen.[3]
- Norris racet met een Vlaamse Leeuw op zijn helm omdat zijn moeder Vlaamse is.[4][5]

## Galerij

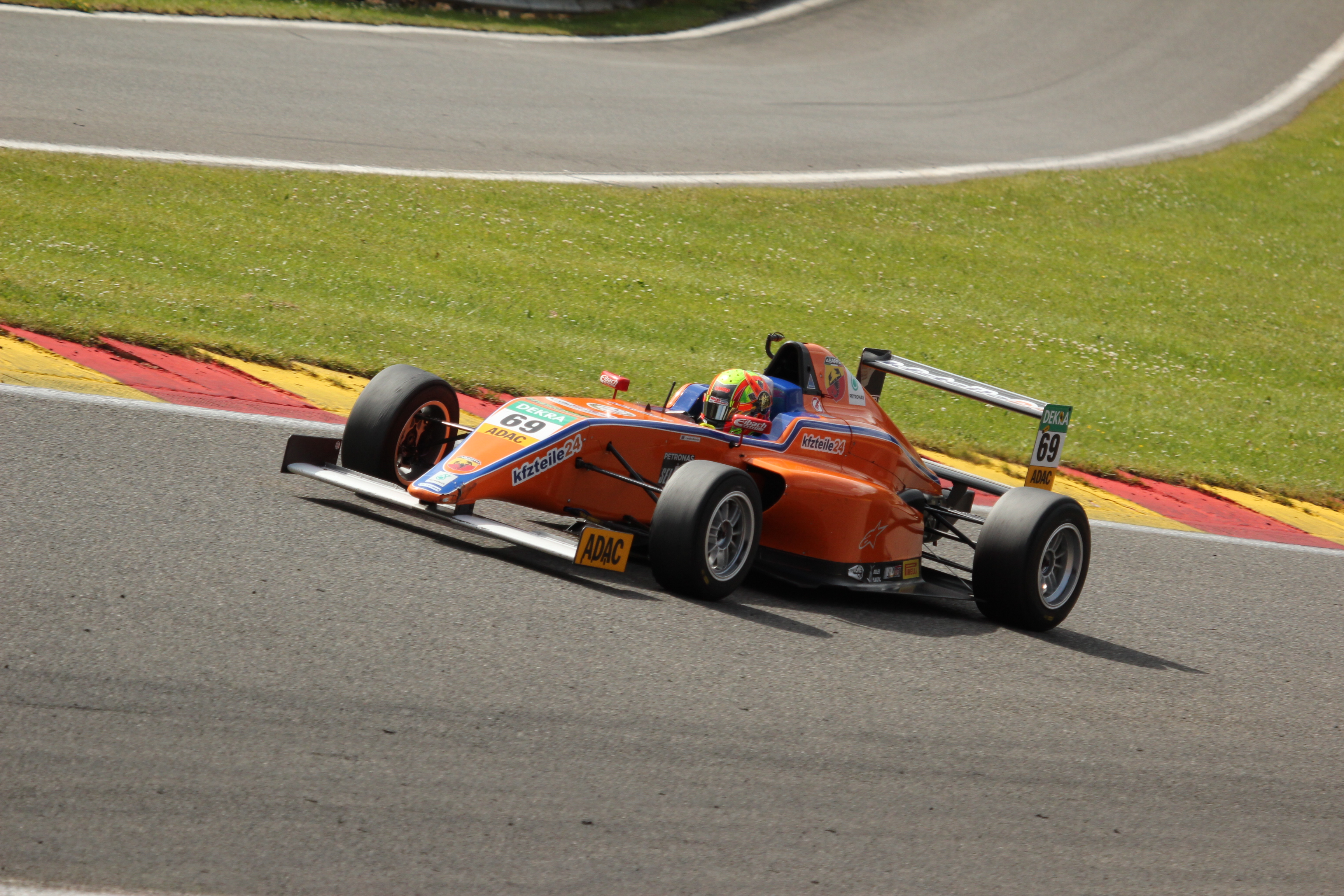
In de Formule 4 in 2015.
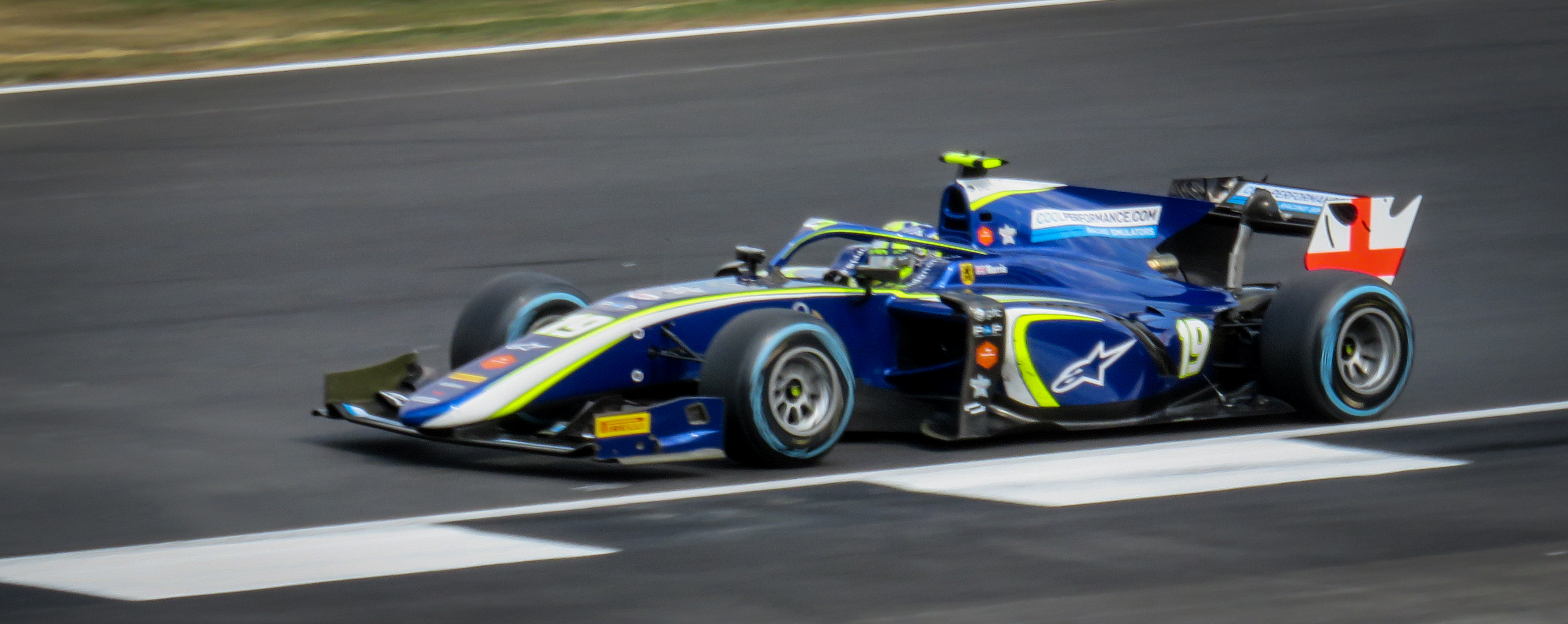
Norris in de Formule 2 in 2018.
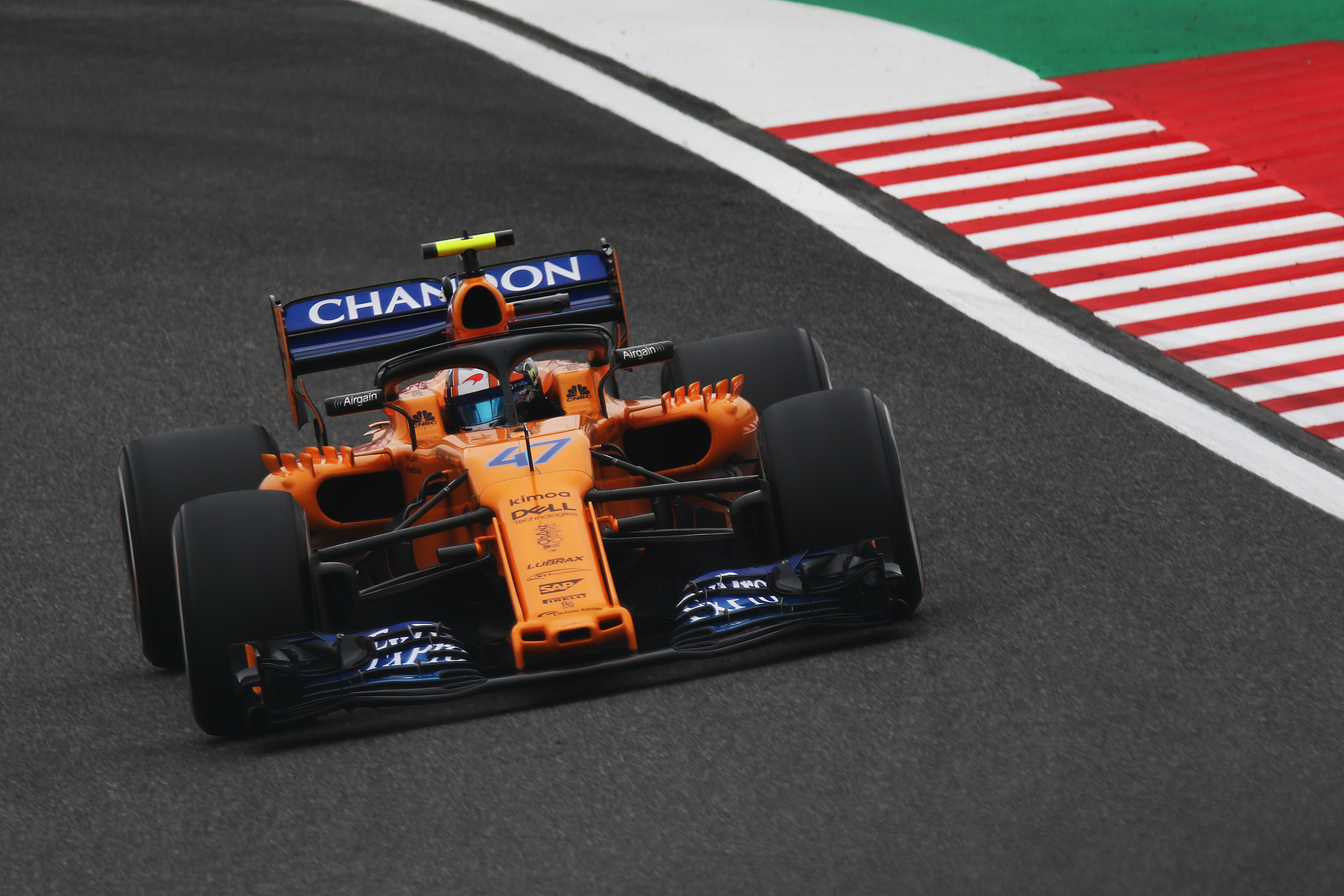
Testen op vrijdag in de McLaren MCL33 tijdens de Grote Prijs van Japan in 2018.
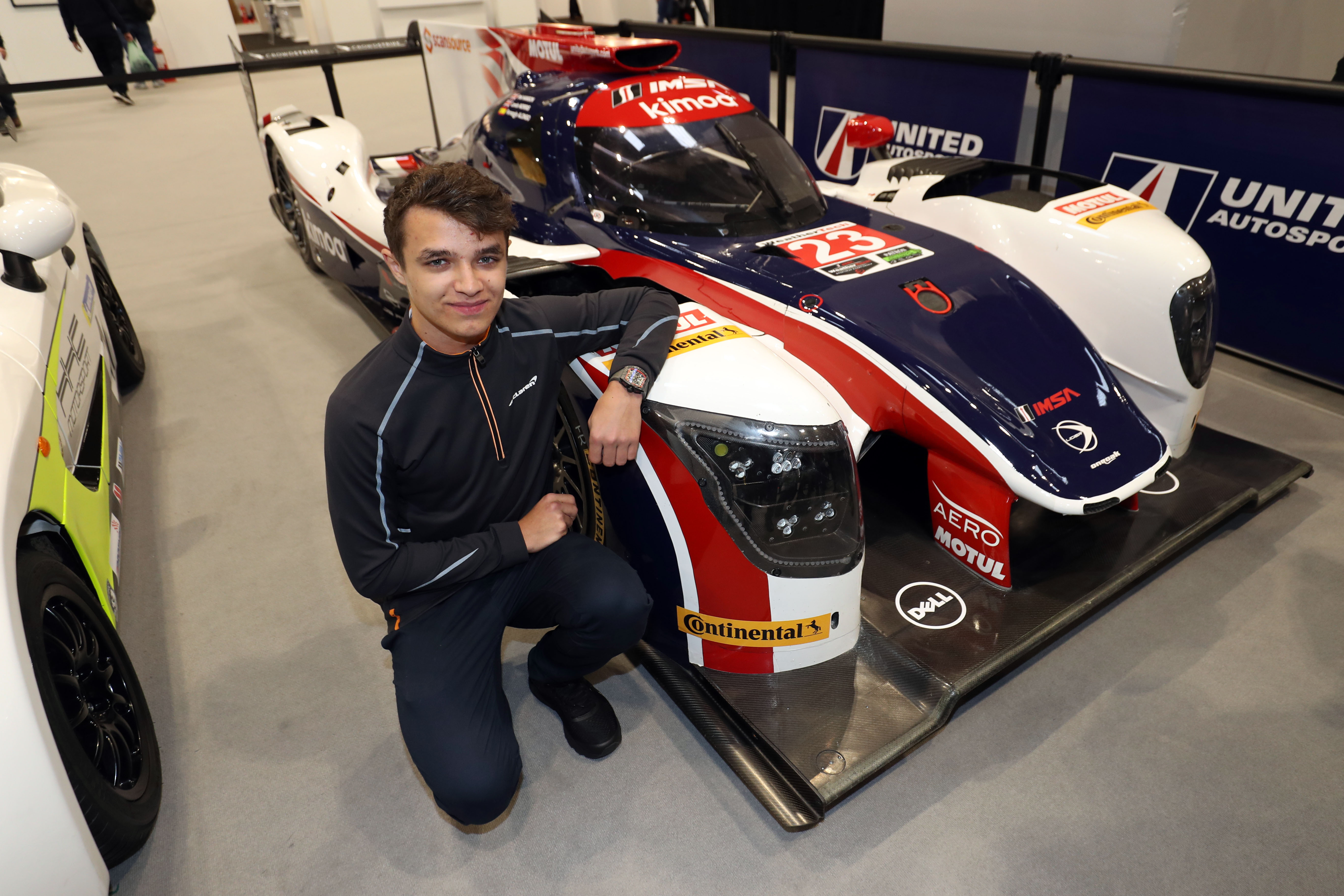
Bij de wagen van United Motorsports waarmee Norris deelnam aan de 24 uur van Daytona in 2018.
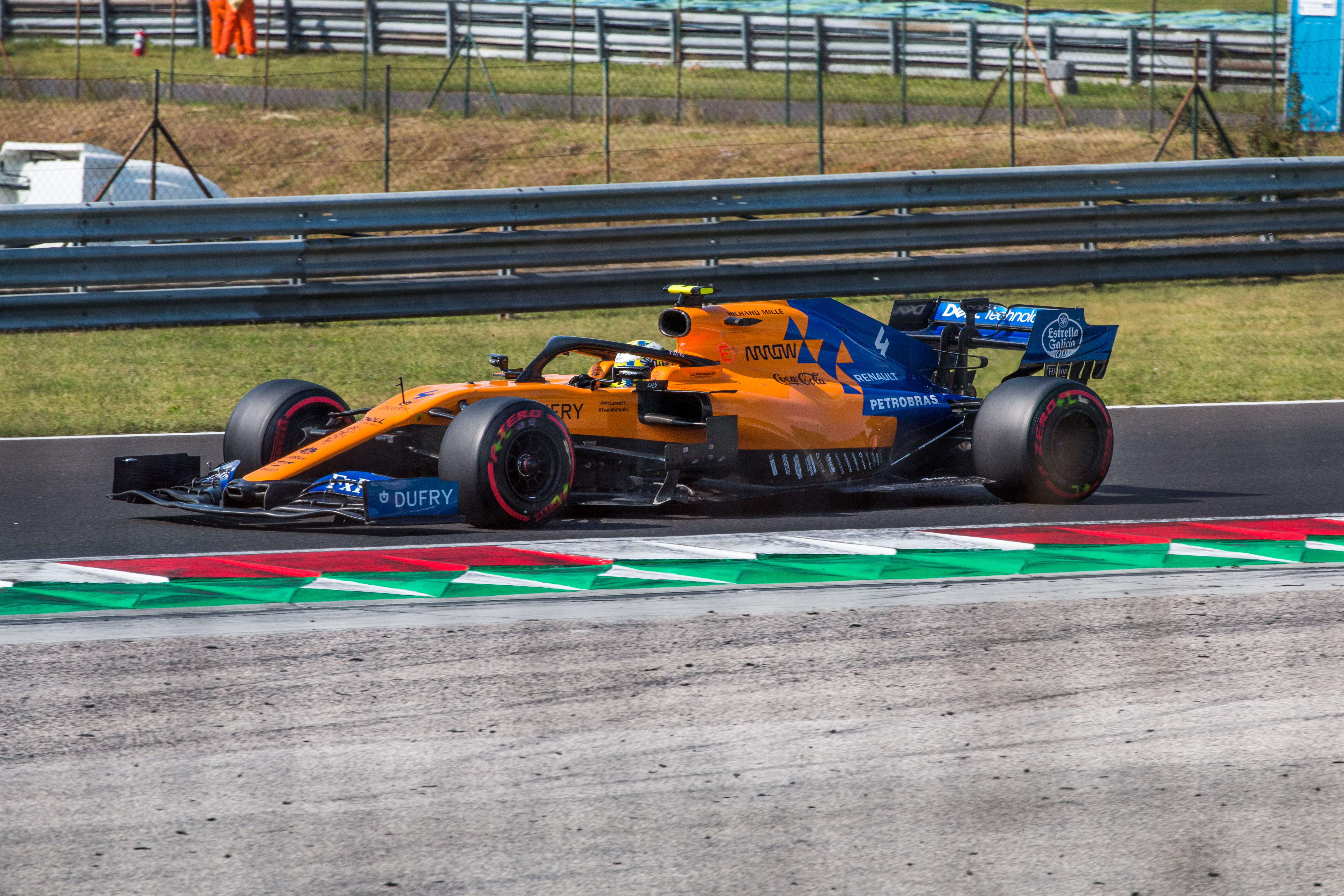
Tijdens de Grote Prijs van Hongarije 2019.